# Freileitungskreuzung Klaipėda–Kurische Nehrung (litauischer Teil)

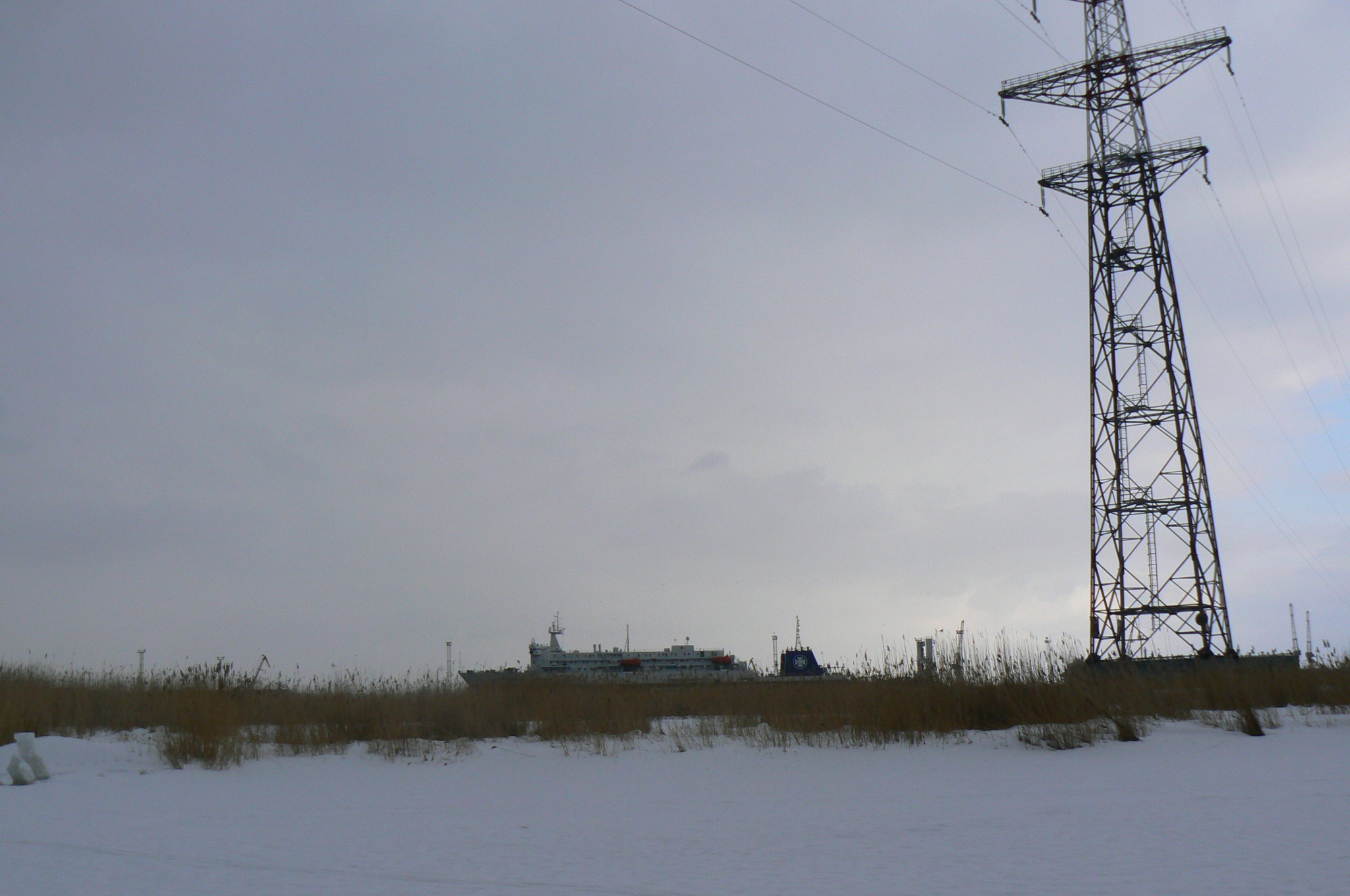
Freileitungsmast auf Insel „Schweinerücken“

Die Freileitungskreuzung Klaipėda–Kurische Nehrung ist eine Freileitungsquerung des Kurischen Haffs von Klaipėda (deutsch Memel) zur Kurischen Nehrung (litauischer Teil).

## Beschaffenheit
Die Kreuzung ist zweikreisig, 1.410 Meter lang und hat eine Durchfahrtshöhe von etwa 60 Metern (derzeit nicht genau ermittelbar). Die Freileitungskreuzung wird von drei Stahlgittermasten getragen.
Die Querung beginnt am Fährhafen von Klaipėda, der Mittelmast steht nach 670 Metern auf der Insel Kiaulės Nugara (deutsch Schweinerücken) und der Landemast auf der Nehrung nach weiteren 740 Metern. Auf der Nehrung verzweigt sich die Leitung mit 6 Kilometer zur „Süderspitze“ und 40 Kilometer nach Nida (deutsch Nidden). Diese Leitungen verlaufen in einer Waldschneise hinter den Dünen parallel zur Ostseeküste. Die Leitung versorgt den litauischen Teil der Nehrung bis zur Grenze der Region Kaliningrad (deutsch Königsberg).